# Parathesis palaciosii
Parathesis palaciosii är en viveväxtart som beskrevs av J.J. Pipoly. Parathesis palaciosii ingår i släktet Parathesis och familjen viveväxter. Inga underarter finns listade i Catalogue of Life.